# Nabburg
Nabburg – miasto w Niemczech, w kraju związkowym Bawaria, w rejencji Górny Palatynat, w regionie Oberpfalz-Nord, w powiecie Schwandorf, siedziba wspólnoty administracyjnej Nabburg. Leży w Lesie Czeskim, około 15 km na północ od Schwandorfu, nad rzeką Naab, przy autostradzie A93 i linii kolejowej Pasawa - Drezno.

## Współpraca
Miejscowości partnerskie:
- Castillon-la-Bataille, Francja
- Horšovský Týn, Czechy
- Oberviechtach, Bawaria